# Fairfield Athletic
Fairfield Athletic (offiziell: Fairfield Athletic Football Club, oftmals auch Fairfield Football Club) war ein englischer Fußballverein aus Fairfield, einem heutigen Vorort von Droylsden in Greater Manchester, der sich dreimal erfolglos um die Aufnahme in die Football League bewarb.

## Geschichte
Der Mitte der 1880er gegründete Klub trat 1892 der Lancashire League bei, die zum damaligen Zeitpunkt Profistatus besaß und aus der in den folgenden Jahren mit dem  FC Liverpool (1893), dem FC Bury (1894) und dem FC Blackpool (1896) mehrere Klubs in die Football League aufgenommen wurden. Fairfield beendete die ersten beiden Spielzeiten in der Lancashire League auf dem neunten Tabellenplatz bei zwölf Mannschaften. Die Saison 1894/95 wurde dann zur erfolgreichsten der Vereinsgeschichte. Neben dem überraschenden Gewinn der Meisterschaft erreichte man zum einzigen Mal die erste Hauptrunde des FA Cups, unterlag dort aber mit 1:11 dem „Team of all Talents“ des AFC Sunderland, das zum damaligen Zeitpunkt die englische Meisterschaft dominierte. Zudem schaffte es die Mannschaft bis ins Halbfinale des Manchester Senior Cups. 
Weil der reguläre Ligabetrieb nicht ausreichend Einnahmen generierten, trug der Klub in dieser Zeit regelmäßig Freundschaftsspiele gegen attraktive Gegner aus, musste dazu aber einige Zeit auf Vereine der Football League verzichten, weil diese den Verein wegen zahlreicher Abwerbeversuche ihrer Spieler boykottierten. Nach dem Gewinn der Meisterschaft unternahm der Klub 1895 seinen ersten Versuch in die Football League aufzurücken und stellte sich auf der jährlichen Hauptversammlung zur Wahl, blieb aber vermutlich fast ohne Unterstützerstimmen. Auch nach dem ersten gescheiterten Versuch wurden weiterhin Anstrengungen unternommen, in die Football League zu kommen. Ein Komitee der Football League besichtigte die Spielstätte „Gransmoor Road“ und der Gemeinderat stimmte der nötigen Errichtung von Tribünen des bis dahin unbebauten Geländes zu. Auch die beiden folgenden Spielzeiten gehörte Fairfield zu den Spitzenteams der Lancashire League und schloss auf dem dritten (1896) bzw. zweiten Rang (1897) ab. Am Ende beider Spielzeiten bewarb man sich erneut um die Aufnahme in die Football League, blieb mit jeweils drei Unterstützerstimmen chancenlos. Der Verein löste sich schließlich im Laufe der Saison 1897/98 auf.